# Ericeia pallidula
Ericeia pallidula là một loài bướm đêm trong họ Erebidae.